# José María Ferrero
José María Ferrero (Buenos Aires, 8 luglio 1937) è un ex calciatore argentino, di ruolo attaccante.

## Carriera
Fu capocannoniere del campionato colombiano nel 1967, nel 1968 e nel 1970. Vinse il campionato argentino nel 1958.

## Palmarès

### Club

#### Competizioni nazionali
- Campionato argentino: 1

Racing Club: 1958